# Hohenstein (Namibia)
Der Hohenstein ist mit einer Höhe von 2319 m der höchste Berg des Erongogebirges und einer der höchsten Berge in Namibia. Der Hohenstein und das imposante Hohensteinmassiv liegen rund 50 km nördlich von Usakos, von wo Wanderungen angeboten werden.